# Leopold Karbe
Ernst Friedrich Leopold Karbe (* 22. Juni 1782 in Chorin, Kreis Angermünde; † 1. September 1857 in Sieversdorf, Kreis Lebus) war ein preußischer Landrat und Rittergutsbesitzer.

## Leben
Er war der Sohn des Philipp Heinrich Karbe († 1799) und der Julie Krause († 1806) und lebte in der Kindheit in Chorin. Karbe legte, wie schon sein älterer Bruder Karl im Vorjahr, 1801 am Joachimsthalschen Gymnasium in Berlin sein Abitur ab und studierte dann Kameralistik in Göttingen, ohne Abschluss. Er wurde später, etwa ab 1809, Erbherr des vom Großonkel Ludwig Karbe bereits im Frühjahr 1789 erworbenen Gut Sieversdorf und dadurch Deputierter des Kreistages Lebus. Sieversdorf war ein kreistagsfähiges Rittergut.
Dann diente Karbe als königlich-preußischer Landrat im Kreis Lebus von 1816 bis 1851. 1817 erwarb er für 55.000 Taler das Gut Klauswalde im Kreis Weststernberg. Wegen Unterschlagungen der Geldbeträge von 770 Taler durch einen Mitarbeiter der Kreisbehörde und 1830 mit einer Summe von 3.182 Taler durch einen Mitarbeiter der Feuersozietät wurde der Lebuser Verwaltungssitz nach Frankfurt a. O. verlegt. Zudem musste Karbe daraufhin 100 Taler Strafe bezahlen, blieb aber Landrat und verlegte seinen Wohnsitz eben dorthin.
Seine Ehefrau wurde 1808 Julie von Wolff (1790–1855), Tochter der Maria Catharina Schmits und des geadelten Landwirts Paul von Wolff (1744–1805) auf Frankenfelde bei Wriezen. Die Hochzeit fand im Berliner Dom statt. Das Ehepaar hatte fünf Töchter und zwei Söhne. Die Tochter Albertine (1818–1857) ehelichte einen Otto von Lüderitz (1818–1885), der nach dem frühen Tod seiner ersten Frau 1858 wieder heiratete und auf seinem gleichnamigen Stammgut Lüderitz in der Altmark lebte und zuletzt kgl. preuß. Generalleutnant a. D. war. Tochter Henriette Karbe (1819–1906) verheiratete sich am 23. Oktober 1845 in Frankfurt (Oder) mit dem späteren preußischen Generalleutnant Karl von Kaphengst (1806–1880). Die ältere Tochter Julie (1809–1847) heiratete den Wirklichen Geheimen Rat Ewald Stünzner (1807–1891), 1874 in den preußischen Adelsstand nobilitiert. Karl von Stünzner-Karbe war ein Urenkel des Leopold Karbe. Die Generäle Karl von Wolff und August von Wolff wurden seine Schwäger, Wolf von Wolff sein Großneffe.
Leopold Karbe galt als begeisterter Schachspieler. Zum 25-jährigen Dienstjubiläum 1841 erhielt Karbe vom preußischen König den Roten Adlerorden IV. Klasse.

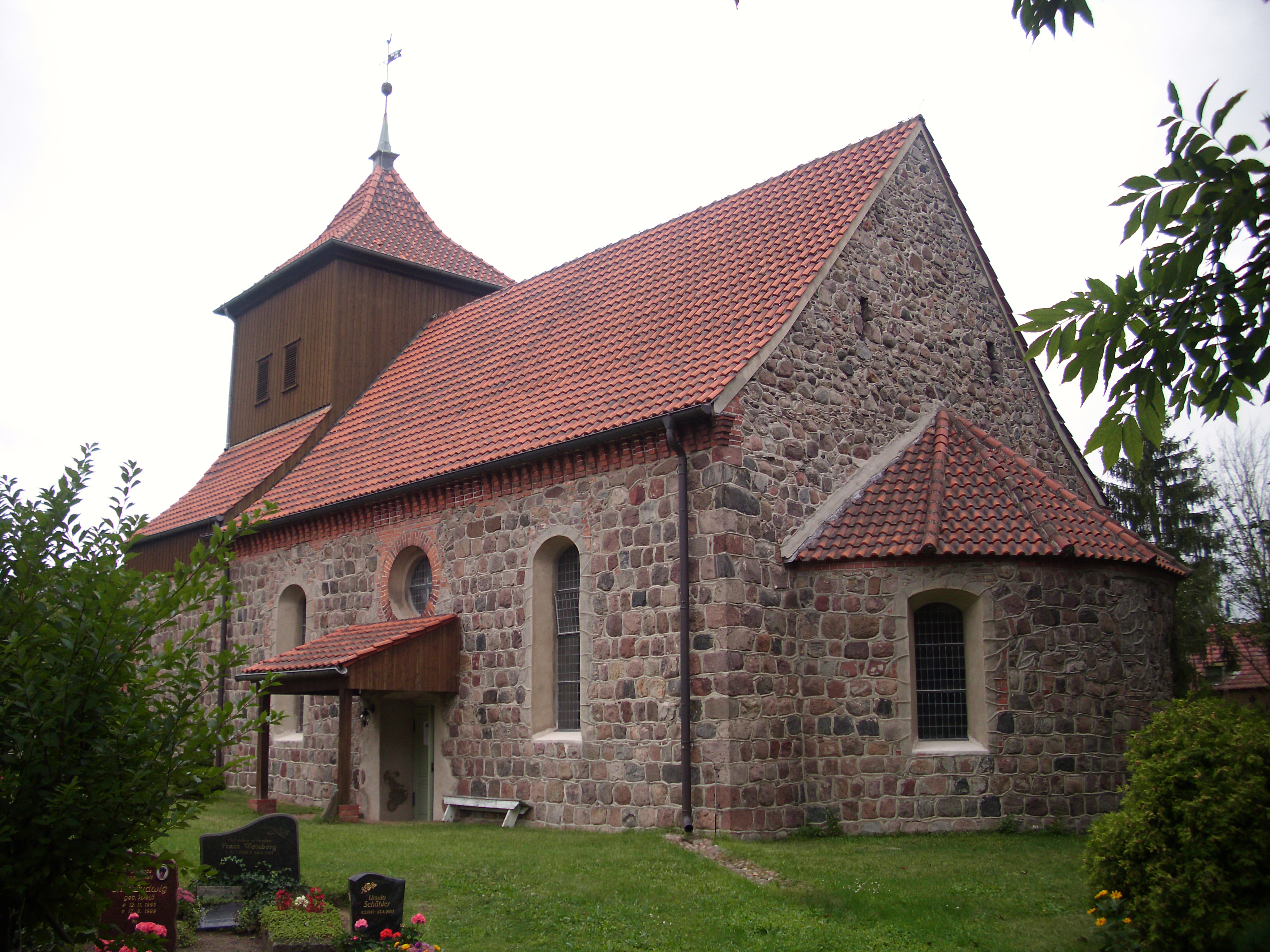
Dorfkirche Sieversdorf
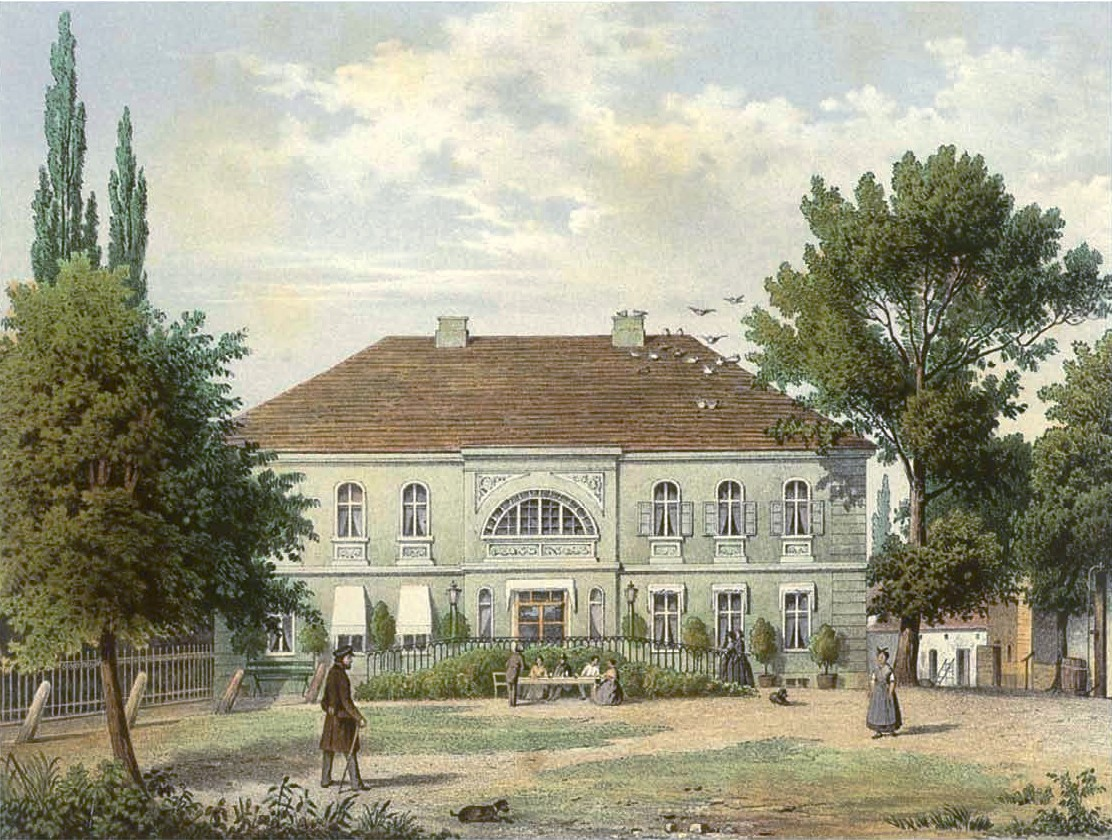
Gutshaus Sieversdorf in der Sammlung von Alexander Duncker
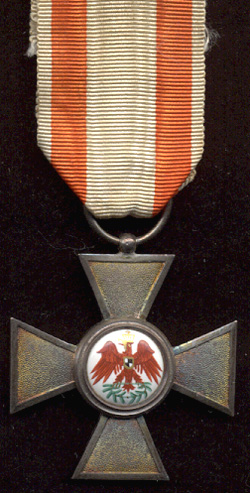
Roter Adlerorden. Kreuz IV. Klasse
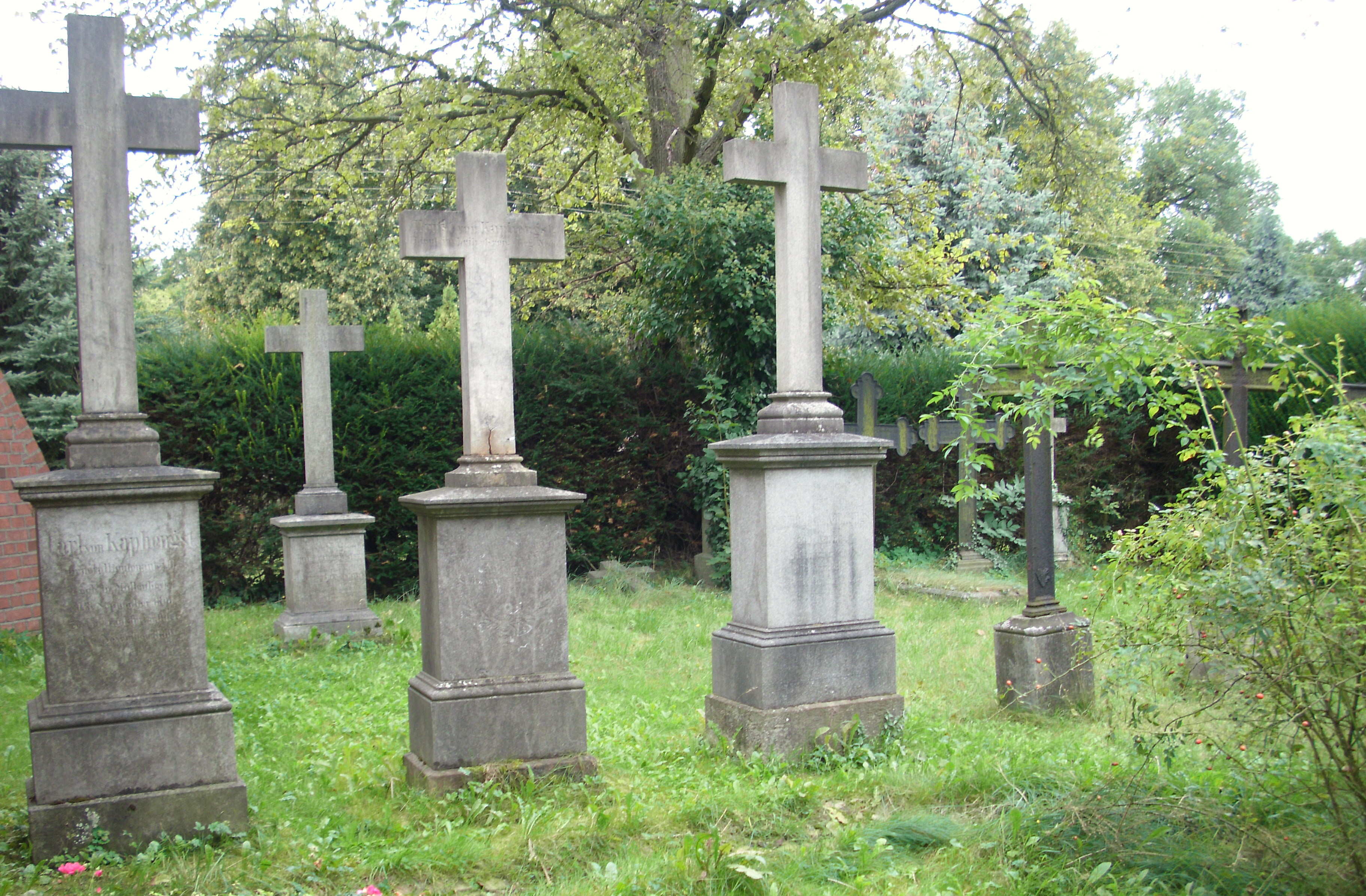
Begräbnisstätte der Familie Karbe in Sieversdorf